# یارچو
یارچو (به لاتین: Jarczew) یک روستا در لهستان است که در گمینا وولا مسوووسکا واقع شده‌است.